# García I. Leónský
García I. (c. 871–19. ledna[zdroj?] 914) byl králem Leónu od roku 910 do své smrti. V době své smrti neměl žádné syny, proto se následovníkem stal nejstarší syn Alfonse III. a jeho manželky Jimeny.
García se podílel na vládě se svým otcem až do roku 909, kdy bylo odhaleno spiknutí, jehož se García účastnil. Alfons se zřekl trůnu a rozdělil říši mezi své tři syny. León předal Garcíovi, Galicii Ordoñovi a Asturii Fruelovi, přičemž prvenství Asturie zůstalo zachováno.
Během Garcíovy vlády byla opevněna řeka Douro a znovu osídlena města Roa, Osma, Clunia a San Esteban de Gormaz. V tomto období získal díky těmto snahám vliv kastilský hrabě Gonzalo Fernández. Při své smrti v Zamoře roku 914 neměl García žádné potomky, a tak království přešlo na jeho bratra Ordoña.
Garcíova manželka Muniadona byla Pelagiem z Ovieda označena za dceru Nuña Fernándeze, což je chronologicky nemožné. Sánchez Albornoz místo toho navrhoval, že byla dcerou Munia Núñeze, kastilského hraběte. Mohlo se jednat o stejnou Muniadonu, která si později vzala Ferdinanda Ansúreza z Kastílie.